# Äiwoo
L’äiwoo (parfois ayiwo) est une langue parlée aux îles Reef, dans les Salomon. C’est une des langues océaniennes, classée parmi les langues temotu.